# Сорокіна Світлана Інокентіївна
Світлана Інокентіївна Сорокіна, до шлюбу Сарикова (нар. 15 січня 1957, Пушкін, Ленінград, Російська РФСР, СРСР) — радянська і російська журналістка, теле-і радіоведуча, режисерка. Член Фонду «Академія російського телебачення», викладачка Вищої школи економіки, у минулому — член Ради з прав людини при Президентові РФ (2009—2011). У різний час вела телепрограми «Вести» (РТР), «Герой дня» (НТВ) та «Голос народу» (НТВ та ТВ-6), «Основний інстинкт» («Перший канал») та інші, провідна програми «У колі світла» на радіостанції «Ехо Москви» (з 2005 року).

## Біографія
Народилася 15 січня 1957 року у Пушкіні. Її батько Інокентій Сариков був військовим будівельником, мати Валентина працювала учителькою історії.
Школу закінчила із золотою медаллю, потім закінчила Лісотехнічну академію в Ленінграді в 1979 році, здобувши спеціальність інженер-озеленення. Працювала у лісовпорядному підприємстві та навчалася в аспірантурі Лісотехнічної академії.
У 1985 році вступила до студії дикторів при Ленінградському телебаченні.

### Кар'єра

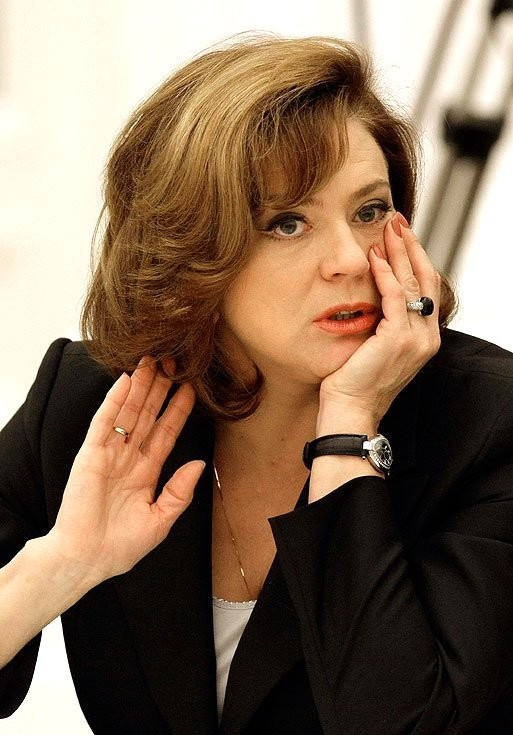
На засіданні Ради зі сприяння розвитку інститутів громадянського суспільства та прав людини

З 1986 року як позаштатна співробітниця готувала сюжети для суботнього вечірнього огляду «Телекур'єр».
В 1987 році зарахована до штату Ленінградського телебачення, в 1988—1990 роках — ведуча програми «600 секунд».
1990 року переїхала до Москви. Спочатку стажувалася на Першій програмі Центрального телебачення, потім з 13 травня 1991 року по 22 листопада 1997 року була політичним оглядачем, що веде щоденну інформаційну програму «Вісті» ВДТРК. Особливої популярності здобули фірмові «прощалки» Сорокіної, якими вона закривала кожен випуск «Вестей». З 1996 до 1997 року в парі з Едуардом Сагалаєвим вела програму «Відкриті новини» на РТР.
З листопада 1997 року, прийнявши пропозицію Олега Добродєєва, стала працювати в телекомпанії НТВ, була ведучою програми «Герой дня» та «Голос народу», знімала документальні фільми, у тому числі й у рамках проекту «Найновіша історія».
В 1999 стала ініціаторкою і учасницею створення на радіо «Ехо Москви» радіоспектаклю «Гоббіт» (за однойменною повісті Дж. Р. Р. Толкіна), в 2000 році — брала участь в радіоспектаклі «Важко бути богом».
З червня 2001 до січня 2002 року працювала на каналі ТВ-6 в інформаційній програмі «Сегодня на ТВ-6» (з вересня 2001 року назва програми була змінена на «Сейчас» (укр. — «Зараз»)) та ток-шоу «Голос народу».
З 1 червня 2002 по січень 2003 року — на каналі ТВС, авторка документальних фільмів та ведуча програми «Нічого особистого» (була закрита після п'яти випусків з ініціативи ведучої). Неодноразово була учасницею гумористичної програми «Тушіть світло!» з Хрюном Моржовим та Степаном Капустою.
З січня 2003 року працювала на російському «Першому каналі». З березня 2003 до червня 2005 вела ток-шоу «Основний інстинкт». Після закриття ток-шоу гендиректор каналу Костянтин Ернст запропонував продовжити роботу на каналі як авторці документального кіно і ведучої програми про благодійність.
З вересня 2005 року працює ведучою на радіо «Ехо Москви» у суботній вечірній програмі «У колі СВІТЛА» (з вересня 2006 року співведучий — Юрій Кобаладзе, з листопада 2007 року програма виходить у вівторок).
У вересні 2006 року телеверсія програми «У колі СВІТЛА» виходила в ефір на телеканалі «Домашній». В ефір вийшло лише чотири випуски. Остання програма, присвячена суду присяжних і що йшла прямому ефірі, призвела до гострої політичної дискусії. За даними «Комерсанта», акціонерам «СТС Медіа», до складу якої входить канал «Домашній», не сподобалося, що в прямому ефірі програми обговорювалися політичні теми. Причиною закриття стали програми оцінки російського суду, що прозвучали в прямому ефірі, як «поліцейського», а також слова про «нахабне втручання» ФСБ у роботу «третьої влади». Це і викликало таку різку реакцію низки акціонерів каналу, зокрема Альфа-груп, пише газета.
Активно займається благодійністю, насамперед на користь хворих дітей. Викладає. З квітня 2007 року очолювала Центр громадських зв'язків РСПП, але незабаром пішла через розбіжності з керівництвом. З 20 жовтня 2007 року працювала ведучою на телеканалі «Росія» у суботньому соціальному ток-шоу «Білим по чорному» (8 випусків).
У 2006 році — ведуча соціального проєкту Четвертого каналу (Єкатеринбурзьке телебачення) «Разом зможемо все!», на якому обговорювалися проблеми дітей-сиріт та дітей з важкими захворюваннями. Під час телемарафону глядачі «Четвертого каналу» пожертвували 380 000 рублів для дітей, яким потрібно термінове дороге лікування. За підсумками акції зі збору дитячих підгузків для соціальних центрів, у яких утримувалися діти до трьох років, було зібрано 1500 упаковок дитячих підгузків. За підсумками соціального проєкту «Разом зможемо все!» у 2006 році було передано 2 млн рублів дітям, що потребували допомоги. Проєкт отримав дві статуетки ТЕФІ у 2006 році (Публіцистична програма) та у 2007 році («Спеціальний проєкт „Телебачення і життя“»).
З 15 березня 2010 по 12 січня 2011 вела «Програму передач» на «П'ятому каналі» .
На сайті «РИА Новости» деякий час виходила програма Сорокіної «Громадянська оборона», де гості висловлювалися з актуальних питань. Останній випуск передачі 7 березня 2012 був присвячений новому третьому терміну президента Путіна.
З 2011 року викладає на факультеті медіакомунікацій Вищої школи економіки.
8 грудня 2011 року разом із подругою Іриною Ясіною оголосила про вихід зі складу президентської ради з розвитку інститутів громадянського суспільства та прав людини на знак протесту проти фальшування результатів виборів до Держдуми РФ 4 грудня 2011.
З 27 квітня по 29 грудня 2015 року була ведучою ток-шоу «Сорокіна» на телеканалі «Дождь». З травня 2016 по червень 2017 була однією з ведучих ток-шоу «#ВечерняЯХиллари» на тому ж каналі.
У вересні 2020 року підписала листа на підтримку протестних акцій в Білорусії.

## Родина
- Батько — Інокентій Миколайович Сариков, військовий будівельник, мати — Валентина Сергіївна Сарикова, учителька історії[38] .
- Сестра Лариса.
- Розлучена (прізвище — від першого шлюбу; другим чоловіком був телевізійний оператор Володимир Гречишкін).
- Прийомна дочка Антоніна (з липня 2003)[39].

## Нагороди
- Нагороджена орденом «За особисту мужність» (за події жовтня 1993).
- Тричі лауреатка премії «ТЕФІ»:
  - 1996 — у номінації «Найкращий ведучий інформаційної програми» з програмою «Вести»;
  - 2000 — у номінації «Інтерв'юер» з програмою «Герой дня»;
  - 2005 — програма «Основний інстинкт» у номінації «Ток шоу».
- Лауреатка Національної премії громадського визнання здобутків жінок «Олімпія» Російської Академії бізнесу та підприємництва[40] у 2003 р.
- 2013 — Присуджено 10-й рівень журналістської твердості за шкалою Мооса за версією Ігоря Яковенка.

## Фільмографія

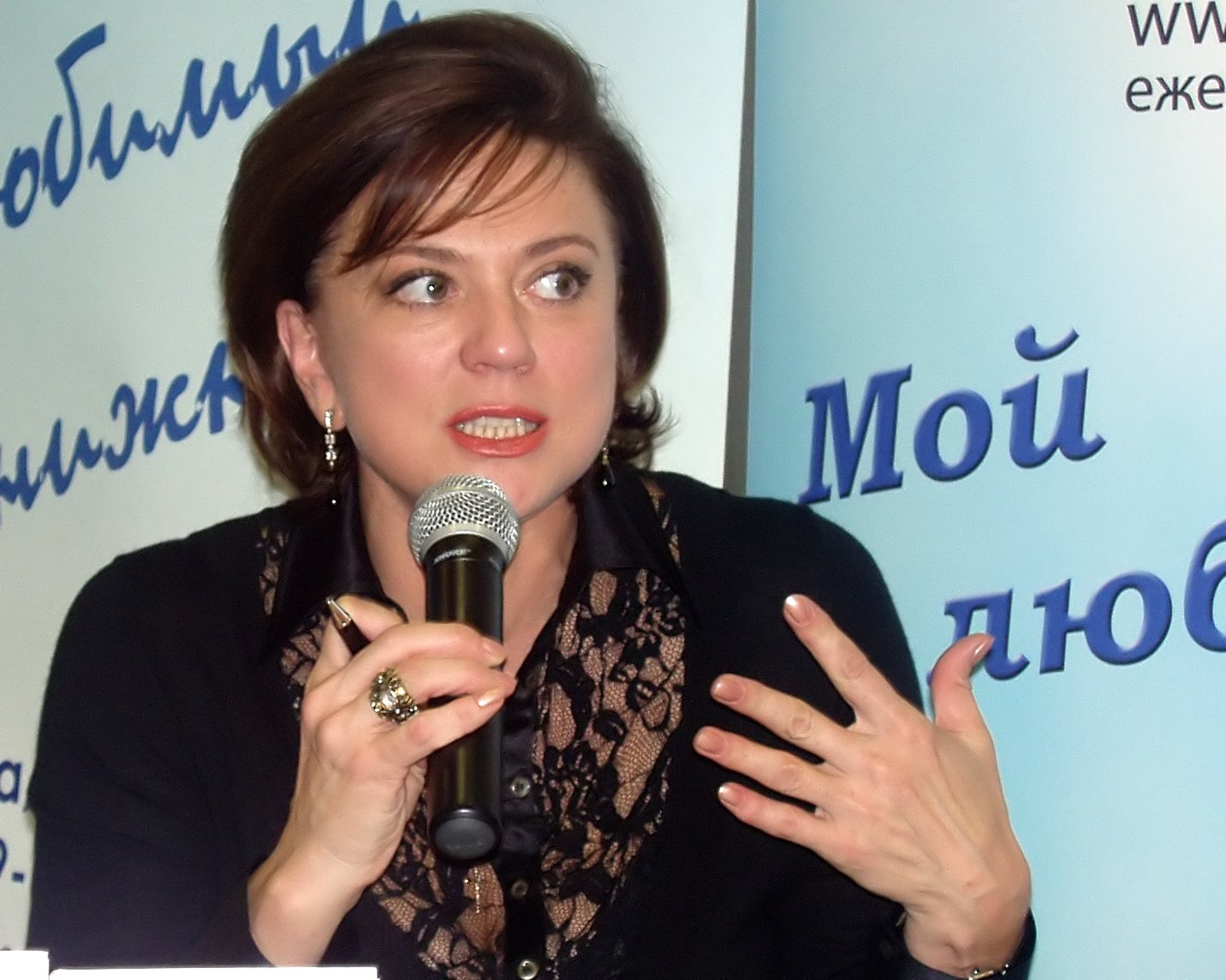
На зустрічі із читачами

- 1998 — «Серце Єльцина» (НТВ) — про операцію, перенесену Борисом Єльцином[41][42]
- 1998 — «Чисто російське вбивство» (НТВ) — про вбивство Галини Старовойтової
- 1999 — З'їзд переможених? "(НТВ)
- 1999 — «Перша Перша леді» (НТВ), присвячений дружині Президента СРСР Раїсі Максимівні Горбачовій .
- 2000 — «Блиск і злидні Гохрана» (НТВ)[43][44]
- 2000 — «Перемога. Одна на всіх» (НТВ)[45][46]
- 2001 — «Непіднята цілина» (НТВ)[47]
- 2001 — «Пісні війни» (ТВ-6)[48]
- 2002 — «Лебідь» (ТВЗ) — про генерала Лебедя[49]
- 2003 — «Бурштиновий привид» (1-й канал) — про янтарну кімнату[50]
- 2005 — «Карателі» (1-й канал)[51]
- 2005 — «Російський полон» (1-й канал)[52]
- 2006 — «Російські» (1-й канал), провідна документального циклу[53].

## Критика
Насправді всім журналістам, які працювали на НТВ, було запропоновано на НТВ і залишитися. Ніхто їх не виганяв, вони довго чекали, коли їх виженуть. Вони пішли самі добровільно. Багато хто з тих, що найголосніше кричав, пішли працювати на ті самі ненависні державні канали, як Світлана Сорокіна.
— Голова ради директорів НТВ Альфред Кох
Сама Світлана Сорокіна пояснює подібні творчі пошуки тим, що після розгрому «старого» НТВ, «довелося поблукати каналами у пошуках кращої долі».
Костянтин Ернст так відгукувався про Сорокіну та її ток-шоу «Основний інстинкт»: "У нас виникали суперечки про розвиток програми. Я намагався орієнтувати програму у бік соціальності, а Світлана — таких розбірок усередині Садового кільця " … "У неї [Сорокиної] немає жодного системного бачення світу… У неї в ході перебудови були забуті ці стереотипи, як у половини співробітників "Ехо Москви " «».